# 聖伊麗莎白主教座堂

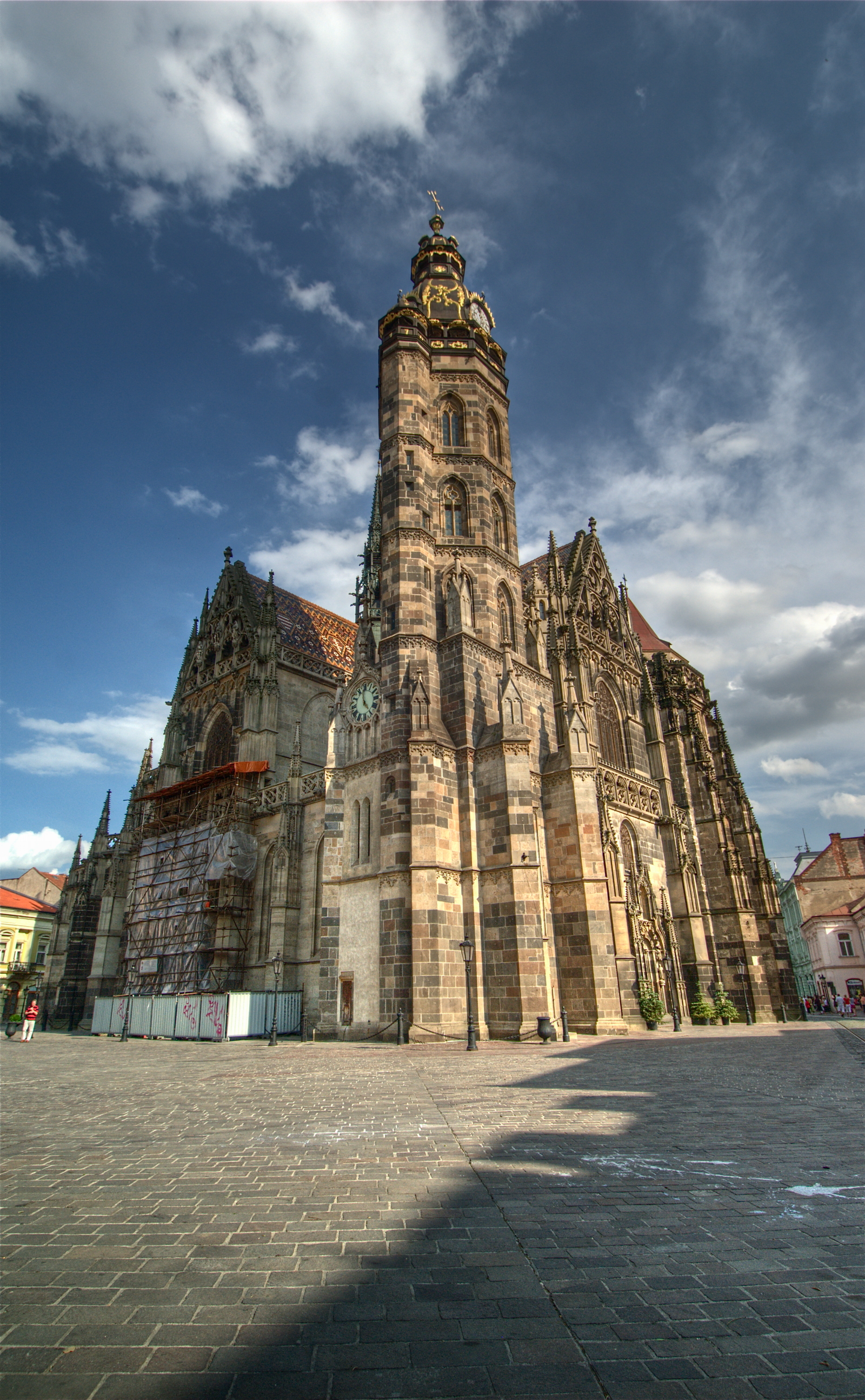
聖伊麗莎白主教座堂

48°43′12.8″N 21°15′29.18″E / 48.720222°N 21.2581056°E
聖伊麗莎白主教座堂是位於斯洛伐克城市科希策的一座教堂，為哥特式建築。這座教堂是斯洛伐克最大的教堂，也是歐洲最東的一座哥特式教堂。教堂的歷史可以追溯至1230年。

## 外部連結
- Information about the St. Elisabeth Cathedral （页面存档备份，存于） （斯洛伐克文）